# François Cabarrus
François Cabarrus (Bayonne, 8 ottobre 1752 – Siviglia, 17 agosto 1810) è stato un banchiere e politico spagnolo di origine francese.

## Biografia
Nacque una ricca famiglia di commercianti: suo padre, Dominique Eugène, fu viceconsole di Spagna a Bordeaux e nel 1789 ottenne per la sua famiglia l'ammissione alla nobiltà francese. François ricevette la prima educazione dagli Oratoriani di Condom e proseguì la sua formazione presso il Collège de l'Esquille di Tolosa, dove studiò filosofia.
Nel 1780 venne mandato per affari in Spagna e vi si stabilì, dedicandosi alla fabbricazione del sapone: entrò in contatto con i maggiori esponenti dell'illuminismo locale (Jovellanos, il conte di Floridablanca, conte di Campomanes, Pedro de Aranda).
Fu uno dei più ascoltati consiglieri economici del re Carlo III di Borbone: nel 1782 fondò e divenne direttore del Banco de San Carlo di Madrid, la prima banca centrale spagnola; Carlo IV lo creò conte de Cabarrús (1789) e lo inviò quale rappresentante del suo Paese al congresso di Rastatt (1797).
Fu ministro delle finanze di Giuseppe Bonaparte e di Ferdinando VII, mantenendo la carica sino alla morte: diede un notevole impulso al commercio con le Filippine.
Sua figlia Teresa fu una delle protagoniste della vita mondana francese della fine del Settecento: sposò il marchese di Fontenay, poi Tallien, membro della Convenzione, quindi il conte di Caraman poi fatto principe di Chimay.